# Einar Örn Benediktsson
Einar Örn Benediktsson (Copenhague, Dinamarca; 29 de octubre de 1962) es un licenciado en ciencias de la comunicación, cantante y trompetista.

## Biografía
La carrera artística de Einar comenzó el 8 de marzo de 1981, con el nacimiento oficial de Purrkur Pillnikk, un grupo de punk vanguardista liderado por él junto a Ásgeir Ragnar Bragason, Bragi Ólafsson y Friðrik Erlingsson. Durante su permanencia, Purrkur logró gran prestigio a través de presentaciones en Islandia y el resto de Europa.
El primer lanzamiento fue Tilf, en abril de 1981. Este EP también dio el bautismo oficial de la discográfica Gramm Records, administrada por el mismo Einar junto a su amigo Ásmundur Jónsson. A Tilf le siguió Ekki Enn en agosto del mismo año, y en 1982 lanzaron dos álbumes más: Googooplex en febrero, No Time to Think en septiembre, y Maskínan en 1983. Este último está integrado por canciones correspondientes a las presentaciones entre la fecha de inicio y la terminación oficial del grupo, el 28 de agosto de 1982. Todos los discos fueron editados a través de Gramm Records.
En 1983 Einar Örn conoció a Björk cuando un DJ dejaba su trabajo en la radio y para despedirse reunió a los artistas de vanguardia de Islandia en los que se encontraban Einar Arnaldur Melax y los integrantes de Þeyr Guðlaugur Kristinn Óttarsson, Sigtryggur Baldursson, y Birgir Mogensen del grupo Með Noktum, y finalmente Björk que en ese momento se encontraba en Tappi Tíkarrass. Después de componer y ensayar por dos semanas se presentaron con el nombre de KUKL (“Hechicero”, en islandés).
Aunque el estilo de KUKL era de un tipo de rock gótico oscuro con el estilo de Killing Joke y referencias vanguardistas del after-punk de The Fall, fue definido más tarde por Björk como “jazz-punk-hardcore existencial”.
Mientras hacían una gira en Islandia se presentaron con Crass, y posteriormente visitaron el Reino Unido en una serie de presentaciones con Flux of Pinks Indians. KUKL produjo The Eye en 1984.
A The Eye le siguió Holidays in Europe (The Naughty Nought) en 1986 que, como el disco anterior, fue lanzado a través de Crass Records.
Durante la época de KUKL, Einar Örn residía en Stoke Newington, Inglaterra para realizar sus estudios en el Polytechnic of Central London. Para ese momento Björk había estado saliendo con el guitarrista Þór Eldon Jónsson y estaba embarazada, por lo que KUKL y los interminables viajes por toda Europa se convirtieron en una tarea muy intensa. La banda se separa con la llegada de Einar a Reikiavik, quien después de haber obtenido el bachiller ciencias de la comunicación decide que ya era hora de crear un grupo un poco más comercial para despegar económicamente. Fue así como en el verano boreal de 1986 varios miembros de la banda dieron lugar a la formación de Smekkleysa, nombre que más tarde cambió a su versión inglesa Bad Taste (Mal Gusto). Se trataba de un sello discográfico contracultural que fomentaba el trabajo artístico de jóvenes islandeses.
El 8 de junio de 1986 Björk dio a luz a Sindri Eldon Þórsson, fecha que también es citada como el nacimiento oficial de Sykurmolarnir que finalmente sería traducida a su equivalente en inglés: The Sugarcubes (“Los Cubos de Azúcar”). El estilo de música de los Sugarcubes tuvo un enfoque más comercial que en bandas anteriores, porque según Einar hacía falta dinero para costear los gastos.
Los únicos miembros de KUKL en no seguir con el grupo, fueron Gulli Óttarsson y Birgir Mogensen, de esta forma, The Sugarcubes quedó formado de la siguiente manera: Einar Örn, como vocalista y trompetista, Björk como vocalista, Siggi Baldursson en batería, Einar Melax en teclados, Friðrik Erlingsson en guitarra, Þór Eldon también en guitarra y Bragi Ólafsson en el bajo; Einar Melax sería reemplazado más tarde por Margrét Örnólfsdóttir en teclados, novia de Þór Eldon después de separarse de Björk.
El primer sencillo de los Sugarcubes Amæli (Birthday, en su versión al inglés), se convirtió en un gran éxito en Inglaterra. De esta manera ganaron una significativa popularidad en el Reino Unido y en los Estados Unidos y las ofertas de compañías discográficas empezaron a llegar. Seguidamente, la banda firmó con One Little Indian y grabaron su primer álbum, Life's Too Good, un álbum que los llevó a la fama mundial -la primera banda islandesa en lograr semejante éxito.
Para ese momento la prensa se escandaliza con la noticia del casamiento de Einar Örn con su compañero Bragi Ólafsson, bajista de los Sugarcubes. La noticia surgió de una conversación de Einar con Bragi en un restaurante de Copenhague, Dinamarca, mientras se encontraban de gira: “Era otoño y uno se pone un poco melancólico. Sugerí que la buena amistad es cuando uno tiene amigos y no discute o pelea con ellos. Como un buen matrimonio. Descubrí que Bragi y yo habíamos sido amigos por más de una década y nunca discutimos. La amistad perfecta y el matrimonio de acuerdo a mi definición, iba a ser tomada en serio. También sucedía que Dinamarca acababa de aprobar la ley por la cual las personas del mismo sexo podrían casarse. Nosotros estábamos en Dinamarca. Así que, ¡oigan! ¿por qué no casarnos? Sólo nos llevaría una pequeña explicación para nuestras novias, para mí y para Bragi cuando nos casáramos. Pero, la idea se ahogó en una botella de saki”.
A la mañana siguiente, camino a Estocolmo, Scott Rodger envió un fax a la oficina de prensa de One Little Indian y la noticia se distribuyó por todos los medios. Incluso hoy en día, muchas publicaciones sobre música mencionan este hecho como verdadero citando que Einar y Bragi son la primera pareja homosexual del mundo pop, cuando en realidad, tenían novias, ambas del mismo nombre, Sigrun.
En 1989 lanzaron su segundo álbum llamado Here Today, Tomorrow, Next Week!, álbum que recibió las peores críticas atribuidas, en gran parte, a la constante intromisión de Einar Örn. En Here Today, Tomorrow, Next Week!, los Sugarcubes no exploran nuevos caminos y simplemente se dejan llevar por el éxito alcanzado en el primer trabajo, motivo por el cual, la prensa señala el estancamiento de la banda.
El éxito de los Sugarcubes iba decayendo y mientras tanto, Björk participó en otros proyectos adicionales.
En 1992 los Sugarcubes lanzaron Stick Around for Joy, un álbum con una inclinación más acentuada hacia el pop y menos experimental convirtiéndolo en el álbum más importante en cuanto a ventas, pero a pesar del éxito alcanzado, las tensiones aumentaron entre Einar Örn y Björk y para finales de ese año, sale a la venta un álbum con remixes titulado It's-It, el último lanzamiento antes de que la banda se separe. Cada integrante siguió un camino diferente, siendo la carrera de Björk como solista la más exitosa.
Después de los Sugarcubes, Einar Örn se convirtió como promotor de conciertos en Islandia para la empresa Icelandic Nuclear Industries logrando llevar grupos importantes como Blur, entre otros.
Después, escribió para un periódico una columna titulada “Close Encounters (About Daily Life in Reykjavík)”, siguió promocionando discos para Bad Taste y más tarde trabajó como cantinero. “Estaba descubriendo otras cosas, como la vida en familia. Quería que la música fuera un hobby otra vez”. También se dedicó a la poesía y a componer canciones para otros artistas.
En 1992 hizo una grabación con el ganador del Premio Félix, Hilmar Örn Hilmarsson (HÖH) y lanzaron un álbum llamado Frostbite con la discográfica One Little Indian. También trabajó para la promoción de conciertos: dos presentaciones de Björk, The Prodigy, Fugues, y Massive Attack y cofundó el primer cybercafé de Reikiavik, The Síbería Café: “Fuimos los primeros. Aquellos que sabían de qué se trataba preferían hackear Internet desde sus casas”.
Más tarde trabajó para el Festival de Arte de Reikiavik y en 1997 se mudó a Londres para crear sitios Web de One Little Indian: “Vi este espacio, el cual pude llenar. Siempre es bueno tener una nueva perspectiva”.
Posteriormente volvió a grabar con Hilmarsson y con el baterista de los Sugarcubes, Siggi Baldursson en una banda conocida como Grindverk. Según dijo en una entrevista: “Es música bailable para gente que no sabe bailar. Probablemente también sea instrumental. No es porque la gente me haya criticado, sólo es que creo que no he escrito nada que quiera cantar”. Grindverk lanzó un álbum titulado Gesundheit Von K a través de la discográfica FatCat Records. “Estoy esperando para ver si la ocasión aparece. Recuerda que los Sugarcubes no estaban guionados. Por supuesto, ahora estoy más viejo, ¡pero trataría la ocasión con la misma pasión!”
El 8 de diciembre de 2003, Einar Örn lanzó su primer álbum solista titulado Ghostigital. Un trabajo de estilo electrónico/hip-hop que incluye remixes de Curver, Gusgus, Exos, NLO y Eob/Bibbi. Con el álbum, Einar ha logrado reanudar las buenas críticas y realizó varias presentaciones promocionando su trabajo en Islandia y Europa junto al grupo PONI en 2004.
Hacia febrero de 2005 Einar aparece en el sencillo Trumph Of The Heart de Björk en donde aparece en el segundo disco en la versión “Audition Mix”.

## Discografía

### Discografía de Purrkur Pillnikk (1981-1982)
Singles:
- 1981 - Tilf (Gramm)
- 1982 - No Time to Think (Gramm)

Álbumes:
- 1981 - Ekki Enn (Gramm)
- 1982 - Googooplex (Gramm)
- 1983 - Maskínan (Gramm)

Otros lanzamientos:
- 2002 - Í Augun Utí (Smekkleysa), compilado (2 CD).

Apariciones:
- 1981 - Northern Lights Playhouse (Steinar Music), compilado islandés.
- 1982 - Rokk í Reykjavík (Smekkleysa), compilado de concierto - (reedición: 1996, Bad Taste).
- 1987 - Geyser - Anthology of the Icelandic Independent Music Scene of the Eighties (Smekkleysa), compilado islandés.

### Discografía deKUKL(1983-1986)
Single:
- 1983 - Söngull (Gramm)

Álbumes:
- 1984 - The Eye (Crass Records)
- 1984 - KUKL á Paris 18.9.84 (V.I.S.A.)
- 1986 - Holidays in Europe (The Naughty Nought) (Crass Records)

Apariciones y colaboraciones:
- 1987 - Geyser - Anthology of the Icelandic Independent Music Scene of the Eighties (Enigma Records), compilado.
- 2002 - Family Tree (One Little Indian), caja de CD de Björk.

### Discografía deThe Sugarcubes(1986-1992)
Álbumes:
- 1988 - Life's Too Good (Elektra Records)
- 1989 - Here Today, Tomorrow, Next Week! (Elektra Records)
- 1992 - Stick Around for Joy (Elektra Records)
- 1992 - It's-It (Elektra Records)

Singles:
- 1986 - Einn Mol'á Mann (Smekkleysa), bajo el nombre Sykurmolarnir.

De Life's Too Good:
- 1987 - Birthday (Elektra Records)
- 1988 - Coldsweat (Elektra Records)
- 1988 - Deus (Elektra Records)
- 1988 - Motorcrash (Elektra Records)

De Here Today, Tomorrow, Next Week!:
- 1989 - Regina (Elektra Records)
- 1989 - 12.11 (Elektra Records)
- 1989 - 7.8 (Elektra Records)
- 1989 - CD.6 (Elektra Records)
- 1989 - Tidal Wave (Elektra Records)
- 1990 - Planet (Elektra Records)

De Stick Around for Joy:
- 1991 - Hit (Elektra Records)
- 1992 - Walkabout (Elektra Records)
- 1992 - Vitamin (Elektra Records)
- 1992 - Leash Called Love (Elektra Records)

Colaboraciones:
- 1987 - Snarl 2 (Erðanumúsík), compilado islandés. Participación bajo el nombre de Sykurmolarnir.
- 1987 - Luftgítar (Smekkleysa), álbum de Johny Triumph.
- 1987 - Skytturnar (Gramm), banda sonora: ver Skytturnar (película).
- 1988 - One Little Indian - Greatest Hits Volume One (One Little Indian), grandes éxitos (volumen 1) de la discográfica One Little Indian.
- 1990 - Hættuleg Hljómsveit & Glæpakvendið Stella (Megas), álbum de Megas.
- 1990 - World Domination or Death Volume 1 (Elektra Records), compilado.
- 1990 - One Little Indian - Greatest Hits Volume Two (One Little Indian), grandes éxitos (volumen 2) de la discográfica One Little Indian.
- 1990 - Rubáiyát - Elektra's 40th Anniversary (Elektra Records), compilado aniversario de Elektra Records.
- 1993 - Welcome to the Future (One Little Indian), compilado.

Otros lanzamientos:
- 1988 - Sugarcubes Interview Disc (Baktabak)
- 1998 - The Great Crossover Potential (One Little Indian)
- 1998 - Avengers (Soundtrack) (WEA/ATLANTIC)
- 1998 - Music Inspired by the Motion Picture: The Avengers (BIG EAR)

#### DVD/VHS
- 1990 - The Video (Polygram)
- 1992 - Á Guðs Vegum (Smekkleysa)
- 1992 - Murder and Killing in Hell (Windsong International Video)
- 2004 - The Sugarcubes - the DVD (One Little Indian)
- 2004 - The Sugarcubes - Live Zavor (One Little Indian)

### Discografía deFrostbite
- 1993 - The Second Coming (One Llittle Indian)

### Discografía de Grindverk
- 1999 - Gesundheit von K (FatCat Records)

### Einar Örn como solista (2003-presente)
- 2003 - Ghostigital (Honest Jons Records)

Colaboraciones de Einar Örn:
- 198? - No Pain (Gramm), álbum de Ornamental.
- 1995 - Post (One Little Indian), álbum de Björk.
- 2005 - Who Is It (One Little Indian), sencillo del álbum Medúlla de Björk.

## DVD/VHS
- 1990 - The Video (Polygram)
- 1992 - Á Guðs Vegum (Smekkleysa)
- 1992 - Murder and Killing in Hell (Windsong International Video)
- 2004 - The Sugarcubes - the DVD (One Little Indian)
- 2004 - The Sugarcubes - Live Zavor (One Little Indian)